# Anoa
De anoa (Bubalus depressicornis), ook wel gemsbuffel, dwergbuffel of laaglandanoa genoemd, is een klein wild rund uit het Indonesische eiland Sulawesi. Anoa betekent "buffel" in de plaatselijke taal. Samen met de verwante berganoa (Bubalus quarlesi) en soms ook de Filipijnse tamaroe (Bubalus mindorensis) maakt hij deel uit van het ondergeslacht Anoa, dat soms als apart geslacht wordt beschouwd. De berganoa wordt soms als een ondersoort van de laaglandanoa beschouwd.

## Kenmerken
De anoa is een van de kleinste runderen en lijkt op een miniatuur waterbuffel. De anoa heeft een gedrongen lijf met korte poten. De hals is dik met een kleine kwab. Hij weegt 150 tot 300 kilogram en wordt 160 tot 180 centimeter lang. De schouderhoogte bedraagt zo'n 86 centimeter. De staart is 18 tot 40 centimeter lang.
De anoa heeft een dikke, zwarte huid, bedekt met een dunne, donkerbruine tot zwarte vacht. Mannetjes zijn over het algemeen donkerder gekleurd. Het gezicht heeft enkele lichtere vlekken onder de ogen en op de onderkaak. Ook heeft de anoa een wit kraagvormig befje. De poten hebben, anders dan de berganoa, witte sokken. Beide geslachten dragen hoorns. De hoorns van het mannetje worden groter, zo'n 27 tot 37 centimeter tegenover 18 tot 26 centimeter bij het vrouwtje. De hoorns zijn kort en wijzen naar achteren. De hoorns van volwassen dieren zijn geribbeld. De hoorns van de berganoa zijn korter en gladder.

## Leefwijze
De anoa is een schuw, voornamelijk solitair rund. In de ochtendschemering zoekt de anoa naar voedsel. Hij leeft van bladeren, vruchten, grassen, varens en twijgen. Op de heetste momenten van de dag schuilt de anoa in de schaduw. Bij gevaar vlucht de anoa het dichte struikgewas in. De korte, achterwaarts gerichte hoorns worden laag bij de rug gehouden om te voorkomen dat ze verstrikt raken. Als het dier wordt ingesloten, zal hij zich omdraaien en aanvallen. Met zijn scherpe hoorns kan hij veel schade aanrichten.
De anoa leeft enkel in dichte, onverstoorde laaglandbossen, als moerasbossen, secundaire wouden en bossen langs de kust. Ook kunnen ze in de bergen worden aangetroffen, zij het niet zo hoog als de berganoa. Anoa's houden graag baden in modder- en waterpoelen, en zijn meestal in de buurt van water te vinden. Ook hebben ze mineralen nodig, die ze halen uit stenen en waterbronnen als zeewater.

## Voortplanting
Een enkel kalf wordt geboren na een draagtijd van 275 tot 315 dagen. Het jong heeft een wollige goudbruine vacht. Na zes tot negen maanden wordt het kalf gespeend. Na twee tot drie jaar is het dier geslachtsrijp. De anoa kan tot dertig jaar oud worden.

## Bedreigingen
De belangrijkste bedreigingen voor de anoa zijn boskap en de jacht voor het vlees, de huid en de hoorns.